# 北海道道505号養老牛計根別停車場線

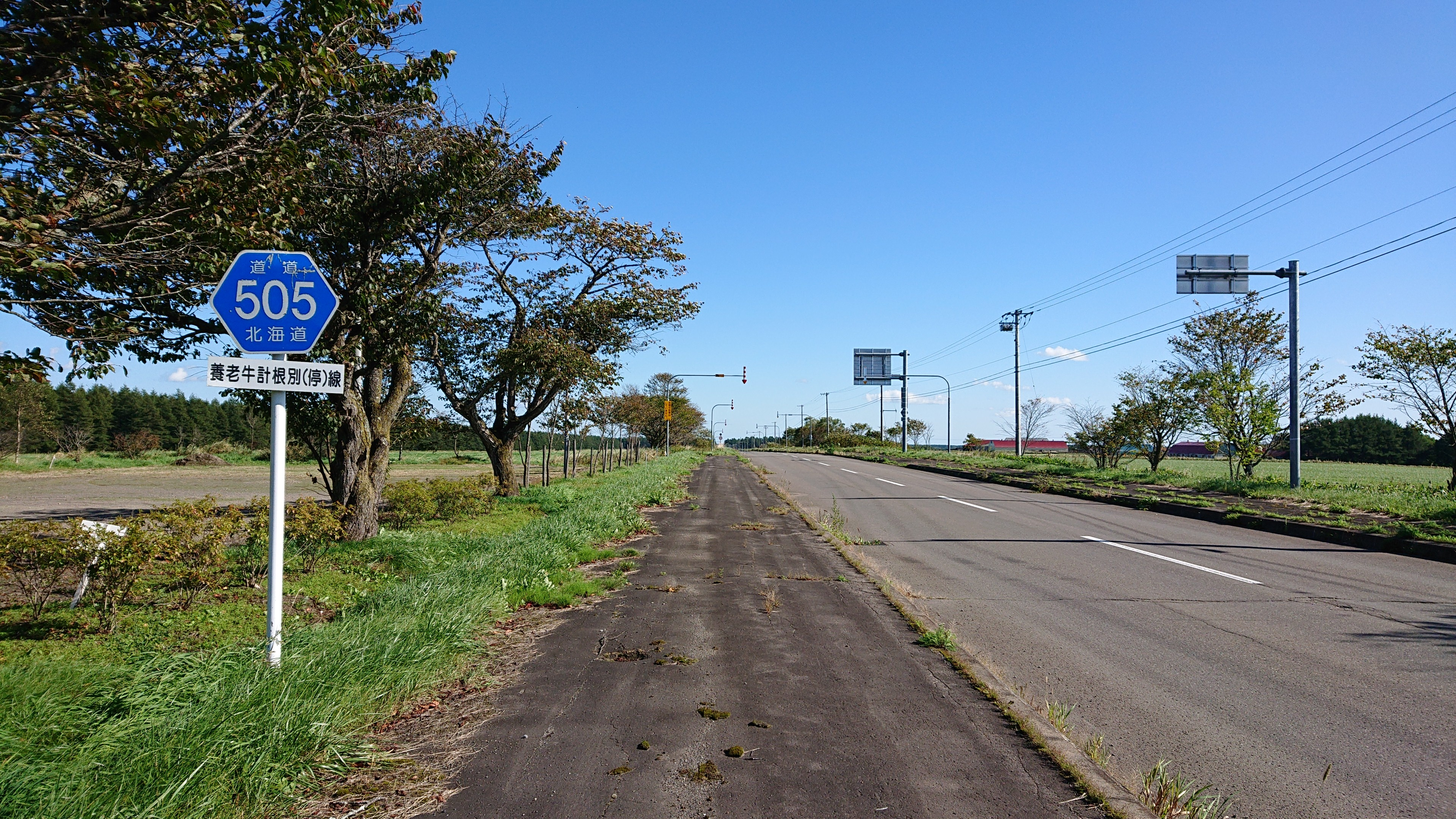
北海道道505号養老牛計根別停車場線

北海道道505号養老牛計根別停車場線（ほっかいどうどう505ごう ようろううしけねべつていしゃじょうせん）は、北海道標津郡中標津町内を結ぶ一般道道である。

## 概要

### 路線データ
- 起点：北海道標津郡中標津町字養老牛（北海道道150号摩周湖中標津線交点）
- 終点：北海道標津郡中標津町計根別南1条（旧JR北海道 標津線 計根別駅跡）
- 総延長：23.547 km
- 実延長：18.412 km
- 重用延長：5.135 km

### 道路管理者
- 釧路総合振興局 釧路建設管理部 中標津出張所

## 歴史
- 1965年（昭和40年）3月26日 - 路線認定[1]。
- 1989年（平成元年）4月30日 - 標津線の廃線に伴い、計根別駅は廃駅となる。

## 路線状況

### 重複区間
- 北海道道150号摩周湖中標津線（中標津町字西竹 - 中標津町字養老牛）
- 北海道道13号中標津標茶線（字計根別 - 計根別本通）
- 北海道道775号上武佐計根別停車場線（計根別本通 - 計根別南1条〔終点〕）

## 地理

### 通過する自治体
- 根室振興局
  - 標津郡中標津町

### 交差する道路
中標津町
- 北海道道150号摩周湖中標津線 - 字養老牛（起点）
- 北海道道150号摩周湖中標津線 - 字西竹、字養老牛（重複）
- 北海道道885号養老牛虹別線 - 字養老牛
- 北海道道13号中標津標茶線 - 字計根別、計根別本通（重複）
- 北海道道775号上武佐計根別停車場線 - 計根別本通、計根別南1条（終点）（重複）

### 沿線にある施設など
中標津町
- 養老牛温泉